# Джон Едвард Бронлі
Джон Едвард Бронлі  (англ. John Edward Brownlee) (*30 жовтня Порт-Раєрсі, Онтаріо- †15 липня, 1961 Калгарі, Альберта )  — адвокат, бізнесмен, політичний діяч і 5-й прем'єр канадської провінції Альберти з 1925 до 1934 року.

## Політична кар'єра
Бронлі навчався історії та політичних наук в Торонтському університеті, по закінченні навчання переїхав до Калгарі, де став адвокатом та підтримував інтереси фермерських товариств (англ. United Farmers of Alberta) починаючи з 1912 року.
В 1921 Бронлі був обраний  в Законодавчу палату провінції Альберта - як член партії Сполучені Фермери Альберти, та був призначений 'Адвокат-Генералом' в адміністрації Герберта Грінфілда.
1925 року прем'єр Герберт Грінфілд пішов у відставку внаслідок суперечки з членами політичної партії, його наступником став Бронлі, який очолив цю політичну силу. Під час адміністрування Бронлі, уряд Канади перемістив до Альберти управління природних ресурсів.  В 1928 році правління провінції продало усі залізниці до Canadian National Railway і Canadian Pacific Railway.
1934 року прем'єр Бронлі пішов у відставку після секс-скандалу, Рід очолив цю політичну силу по ньому.
На кінці політичної кар'єри Бронлі заснував адвокатську фірму в Едмонтоні. 1934 року Бронлі став консультантом-представником інтересів фермерської торговельної групи 'United Grain Growers (UGG)'.  Пізніше в 1948 року став президентом групи 'UGG', цю посаду обіймав до смерті в 1961 році.